# Šalčia
Šalčia (bělorusky Солча), je řeka v jihovýchodní části Litvy, ve Vilniuském a Alytuském kraji, v okresech Vilnius a Varėna. Je to levý přítok řeky Merkys, do které se vlévá na jih od města Valkininkai, 87,8 km od jejího ústí do Němenu. Je to její největší přítok. Teče zpočátku na jih, protéká okresním městem Šalčininkai, které dostalo podle řeky jméno, pokračuje dále na jih a vtéká na krátký úsek na území Běloruska, protéká severním okrajem městysu Běnjakoni, kde se stáčí na západ a dále tvoří hranici mezi Litvou a Běloruskem s krátkým odbočením na území Běloruska. Za obcí Pašalčis se již definitivně vrací na území Litvy, udržuje si celkový směr na západ, přičemž posrupně stále hustěji meandruje a dále vytváří složené meandry. Teprve před samým soutokem se meandry poněkud napřimují. Střední a dolní tok protéká jižní částí lesního masívu (přes 60 000 ha) Rūdninkų giria. Poměrně silně proudící, nevysokých břehů se studenou a velmi čistou vodou. Průměrný spád je 92 cm/km. Na severním okraji Šalčininků protéká rybníkem o rozloze 17 ha. U soutoku s řekou Brasta jsou památné balvany jménem "Jaučio pėda"(přeloženo: Býčí tlapa): rozměry hlavních dvou: 3,1 x 2,7 x 0,9 m a 2,0 x 1,35 x 1,35 m. (chráněny od roku 1999).

## Přítoky
- Levé:

| Hydrologické pořadí | Řeka       | Délka (km) | Povodí (km²) | Vzdálenost od ústí (km) | Ústí kde           | Koordináty ústí |
| ------------------- | ---------- | ---------- | ------------ | ----------------------- | ------------------ | --------------- |
| 11010222            | Beržūna    | 8,6        | 19,9         | 66,9                    | Milvydai           |                 |
| 11010223            | Š - 3      | 7,9        | 24,6         | 62,0                    | Běnjakoni          |                 |
| 11010224            | Balčia     | 9,0        | 28,4         | 56,0                    | Braželcy           |                 |
| 11010227            | Šalčykščia | 19,1       | 117,9        | 38,9                    | Kalitonys          |                 |
| 11010235            | Š - 1      | 3,8        | 6,9          | 35,0                    | Senosios Rakliškės |                 |
| 11010244            | Maltupis   | 10,3       | 35,9         | 20,5                    | Nevainionys        |                 |
| 11010246            | Ciras      | 4,3        | 15,5         | 16,3                    | Gėlūnai            |                 |
| 11010247            | Pabaldė    | 4,1        | 8,9          | 11,0                    | Kiaulėkai          |                 |
| 11010248            | Brasta     | 6,3        | 10,1         | 8,0                     | Kuršiai            |                 |

- Pravé:

| Hydrologické pořadí | Řeka     | Délka (km) | Povodí (km²) | Vzdálenost od ústí (km) | Ústí kde    | Koordináty ústí |
| ------------------- | -------- | ---------- | ------------ | ----------------------- | ----------- | --------------- |
| 11010221            | Š - 4    | 6,4        | 16,6         | 71,7                    | Šalčininkai |                 |
| 11010225            | Beržė    | 10,9       | 55,4         | 43,3                    | Pačiabatai  |                 |
| 11010231            | Š - 2    | 7,9        | 33,2         | 38,4                    | Kalitonys   |                 |
| 11010236            | Visinčia | 52,8       | 227,0        | 25,8                    | Visinčia    |                 |